# Debine
Debine (en russe : Де́бин) est une commune urbaine russe située dans le raïon de Iagodnoïe dans le centre-nord de l'oblast de Magadan. Elle fait partie de la région de la Kolyma, région étroitement liée aux goulags. Elle tire son nom de la rivière Debine, et sa population s'élevait à 452 habitants en 2023.   

## Géographie

### Situation
Debine est située dans le centre de l'oblast de Magadan, un sujet d'Extrême-Orient de la Russie qui fait ainsi partie du district fédéral extrême-oriental. Elle se trouve dans le sud du raïon de Iagodnoïe, un des raïons de l'oblast. Le village se trouve à environ 61 kilomètres au sud-est du centre administratif du raïon, le village de Iagodnoïe, et à 310 kilomètres au nord de Magadan, la capitale de l'oblast.
Debine, comme tout l'oblast de Magadan, est située dans le fuseau horaire MSK+9 (heure de Magadan). Le décalage horaire appliqué par rapport au temps universel coordonné est +11:00.
La localité se trouve dans la région naturelle et historique de la Kolyma, et le village se situe sur la rive gauche du fleuve Kolyma. La rivière Debine est à 4 km en aval de la commune, qui est un affluent de rive droite de la Kolyma.

### Climat
La commune a un climat continental rigoureux et humide, avec des hivers secs et très froids, et des étés frais et courts. La température moyenne en janvier est de −34,5 °C, et en juillet est de +11,8 °C.

## Histoire
Le village a été construit à côté de la route de la Kolyma, non loin de sa traversée par-dessus le fleuve. Depuis 1935, sur les rives de la Kolyma se trouvaient les maisons et les locaux techniques des constructeurs de la route, du pont de la Kolyma et des ouvriers du ferry (civils et prisonniers). Sa construction a commencé le 26 décembre 1935. Bientôt, un pont fut construit sur la rivière et, par conséquent, par arrêté de Dalstroï du 28 juin 1937, le village reçut son nom moderne, traduit du iakoute. diebin  - pourpre, brun-rouge, couleur rouille. Elle tient ce nom à cause des collines de la vallée fluviale qui ont une couleur de rouille. C'est devenu l'une des colonies les plus importantes du centre de la Kolyma.
De 1937 à 1946, le 22e 22e régiment de fusiliers des troupes du NKVD était stationné à Debine. Sur le territoire de la base militaire de Kolympolka, une immense caserne de trois étages a été construite (le plus grand bâtiment de la Kolyma jusqu'au début des années 1960), un garage, des maisons pour les familles du personnel de commandement, une chaufferie, une ferme annexe et d'autres structures qui sont devenues la base de l'infrastructure du village (Debin a reçu le statut de commune urbaine en 1953 après la formation de l'oblast de Magadan).
En 1946, l'hôpital central de l'administration du camp de travaux forcés du Nord-Est (USVITL) a été transféré à Debine. L'hôpital était situé dans le bâtiment de l'ancienne caserne du régiment de la Kolyma. Dans la littérature et dans les mémoires de ces années-là, il est connu sous le nom d'Hôpital Central « Rive Gauche ». Le célèbre écrivain Varlam Chalamov, auteur des « Récits de la Kolyma », a été soigné à l'hôpital de Debine et a ensuite travaillé comme ambulancier. L'hôpital fonctionne toujours aujourd'hui. Dans les années 1950-1960, une école de médecine existait sur la base de l'hôpital, où étudiaient des étudiants de l'oblast de Magadan, de la Iakoutie et de la Tchoukotka.
Dans les années 1960 et au début des années 1970, la construction de logements s'est développée, avec des blocs résidentiels d'immeubles à plusieurs d'étages. Les réseaux d'approvisionnement en eau, d'assainissement et de chauffage central ont été agrandis. Un magasin général, une cafétéria, un restaurant et une épicerie ont été ouverts. En 1971, un cinéma de 300 places ouvrit ses portes à Debine.
En 2010, une maison de la culture a été fondée dans le village, et en 2022, une gare routière a été construite dans le village.
De 2004 à 2015, la commune était le centre de la municipalité de Debine, avant qu'elle soit dissoute.

## Culture locale et patrimoine
L'hôpital abrite une salle-musée dédiée à Varlam Chalamov, qui a travaillé dans l'hôpital, d'abord comme technicien, puis comme ambulancier paramédical principal dans le service de chirurgie. Elle a été créée en 2005, et se situe dans l'ancienne buanderie, où se trouvait auparavant le salon de Varlam Chalamov. La salle contient des copies de documents d'archives, des articles ménagers des prisonniers dans les camps de la Kolyma et des objets médicaux.

## Services et transports
Debine possède actuellement un poste paramédical et pharmaceutique, une école secondaire, et une bibliothèque. Il y a une maison de la Culture et un monument dédié aux soldats de la Grande Guerre patriotique,.
La route fédérale R504, communément appelée route des os, qui relie Iakoutsk vers l'ouest à Magadan au sud, passe près de la localité. Il y a une gare routière à Debine.
Il y a des bus vers Magadan, Soussouman, Iagodnoïe, Sinégorié, Spornoïe, Orotoukan et Palatka.